# Гібралтар (аеропорт)
Міжнародний аеропорт Гібралтар (англ. Gibraltar International Airport, (IATA: GIB, ICAO: LXGB)) — розташований біля підніжжя Гібралтарської скелі, за 0.5 км від центру Гібралтару, на кордоні з Іспанією. Власником аеропорту є Міністерство оборони Великої Британії використовує аеропорт для військових потреб. Також здійснюються і рейси цивільної авіації — до Великої Британії та Іспанії.
Аеропорт має одну асфальтову злітно-посадкову смугу завдовжки 1899 м. Через ЗПС прокладено вулицю (маршрут, що веде від центру міста до прикордонного переходу з Іспанією), яка закрита приблизно на 10 хвилин під час кожного зльоту та посадки літака
Аеропорт Гібралтару — один з небагатьох аеропортів в світі, де злітно-посадкову смугу перетинає автомобільна дорога. Для вирішення проблеми розглядалися варіанти будівництва тунелю під ЗПС або об'їзної дороги. У підсумку зупинилися на другому варіанті, об'їзна дорога — в процесі будівництва.
Аеропорт обслуговує Гібралтар та агломерацію навколо Гібралтарської затоки, тобто Кампо-де-Гібралтар, в тому числі іспанські міста Альхесірас та Ла-Лінеа (розташовані з іншого боку аеропорту). З іншого боку затоки — Геліпорт Альхесірас.

## Авіалінії та напрямки, липень 2023
| Авіакомпанія    | Пункт призначення                  |
| --------------- | ---------------------------------- |
| British Airways | Лондон-Хітроу                      |
| easyJet         | Бристоль, Лондон-Гатвік, Манчестер |

## Статистика
Див. джерело запитів Вікіданих та джерела.
|                                      | Пасажирообіг | Авіатрафік | Вантажообіг (тонн) |
| ------------------------------------ | ------------ | ---------- | ------------------ |
| 2008                                 | 378,603      | 3,958      | 624                |
| 2009                                 | 371,231      | 4,290      | 313                |
| 2010                                 | 305,325      | 3,346      | 296                |
| 2011                                 | 383,013      | 3,628      | 292                |
| 2012                                 | 387,219      | 3,490      | 314                |
| 2013                                 | 383,876      | 3,564      | 352                |
| 2014                                 | 415,103      | 3,730      | 384                |
| 2015                                 | 444,336      | 4,100      | 408                |
| 2016                                 | 548,230      | 4,968      | 404                |
| 2017                                 | 571,184      | 4,888      | 302                |
| Source: Gibraltar Airport Statistics |              |            |                    |